# St. Albertus Magnus (Köln)

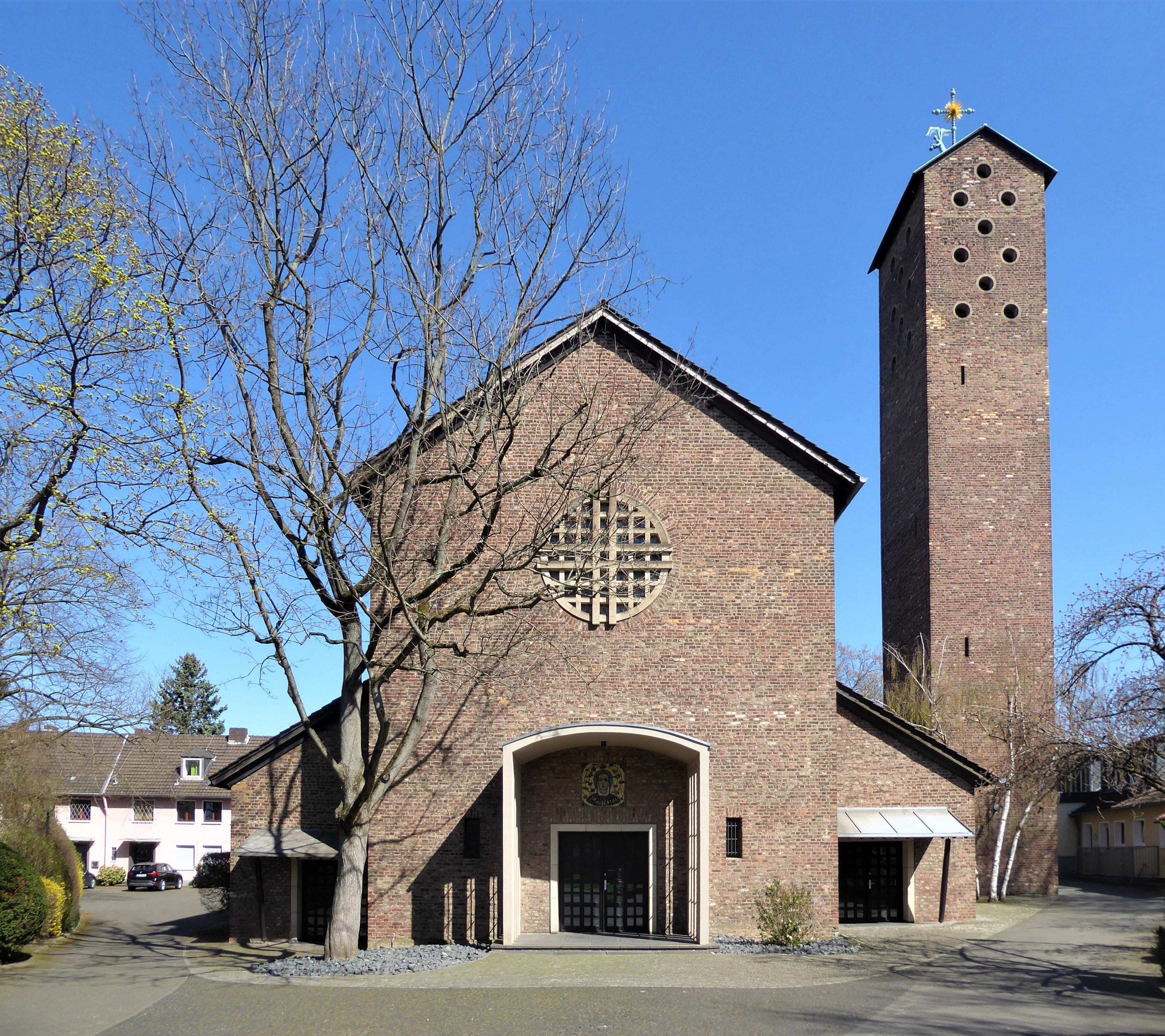
St. Albertus Magnus

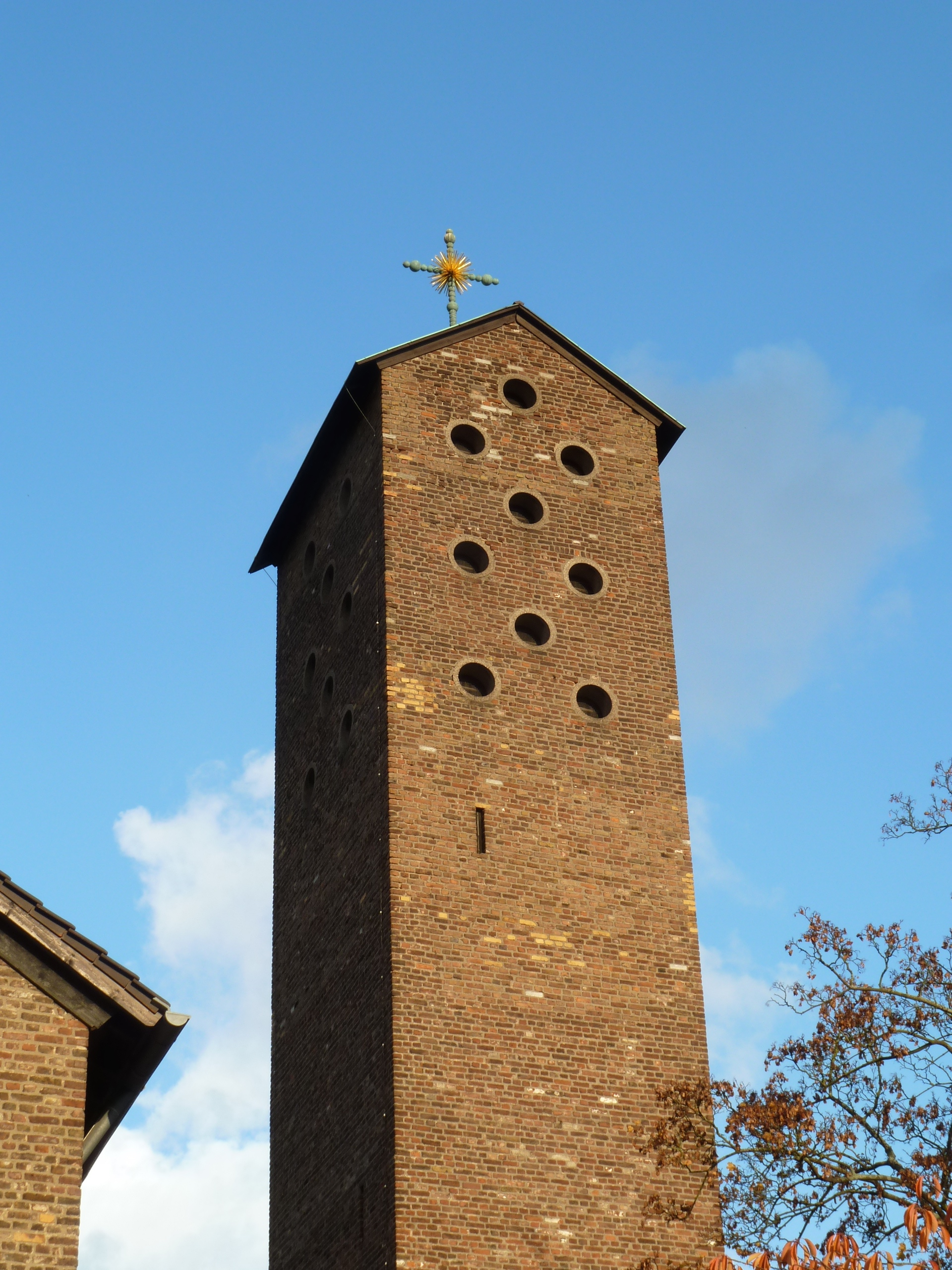
Turm der Kirche

St. Albertus Magnus ist eine römisch-katholische Kirche im Kölner Stadtbezirk Lindenthal. Sie befindet sich auf dem Suitbert-Heimbach-Platz in Kriel in unmittelbarer Nähe zum Krieler Dömchen.

## Geschichte
1938 entstand die Pfarre St. Albertus Magnus zunächst als Rektoratsgemeinde. Der Patron der Kirche, Albertus Magnus, war ein Kölner Gelehrter, der 1931 heiliggesprochen und zum Kirchenlehrer ernannt wurde. Pastor Groß war der erste Pfarrer der am 1. Dezember 1950 neu gegründeten selbstständigen Pfarrei St. Albertus Magnus. Am 14. September 1950 wurde der erste Spatenstich zum Bau der neuen Pfarrkirche ausgeführt, am 21. Juni 1951 wurde die Kirche durch Weihbischof Wilhelm Cleven konsekriert, und 1959 wurde der Glockenturm gebaut.
Das Kreuz auf dem Turm trägt eine Wetterfahne in Gestalt eines Posaunenengels. Besonders auffallend zeigt sich dem Besucher die Chorwand, auf die ein Fresko des Kölner Kirchenmalers Peter Hecker gemalt ist, das er 1962 geschaffen hat.

## Gegenwart
Die Gemeinde St. Albertus Magnus gehört zur Pfarrei St. Stephan in Lindenthal. Der Name St. Stephan geht auf das Patrozinium des Krieler Dömchens zurück, das Alt-St. Stephan heißt.
In der Gemeinde sind der Kölner Jugendchor Sankt Stephan, der Erwachsenenchor St. Stephan (beide unter der Leitung von Michael Kokott), der DPSG-Stamm Dom Helder Camara und die Kath. Öffentliche Bücherei (KÖB) St. Albertus Magnus.